# Biserica Sfântul Nicolae și Sfântul Proroc Ilie din Mehadia

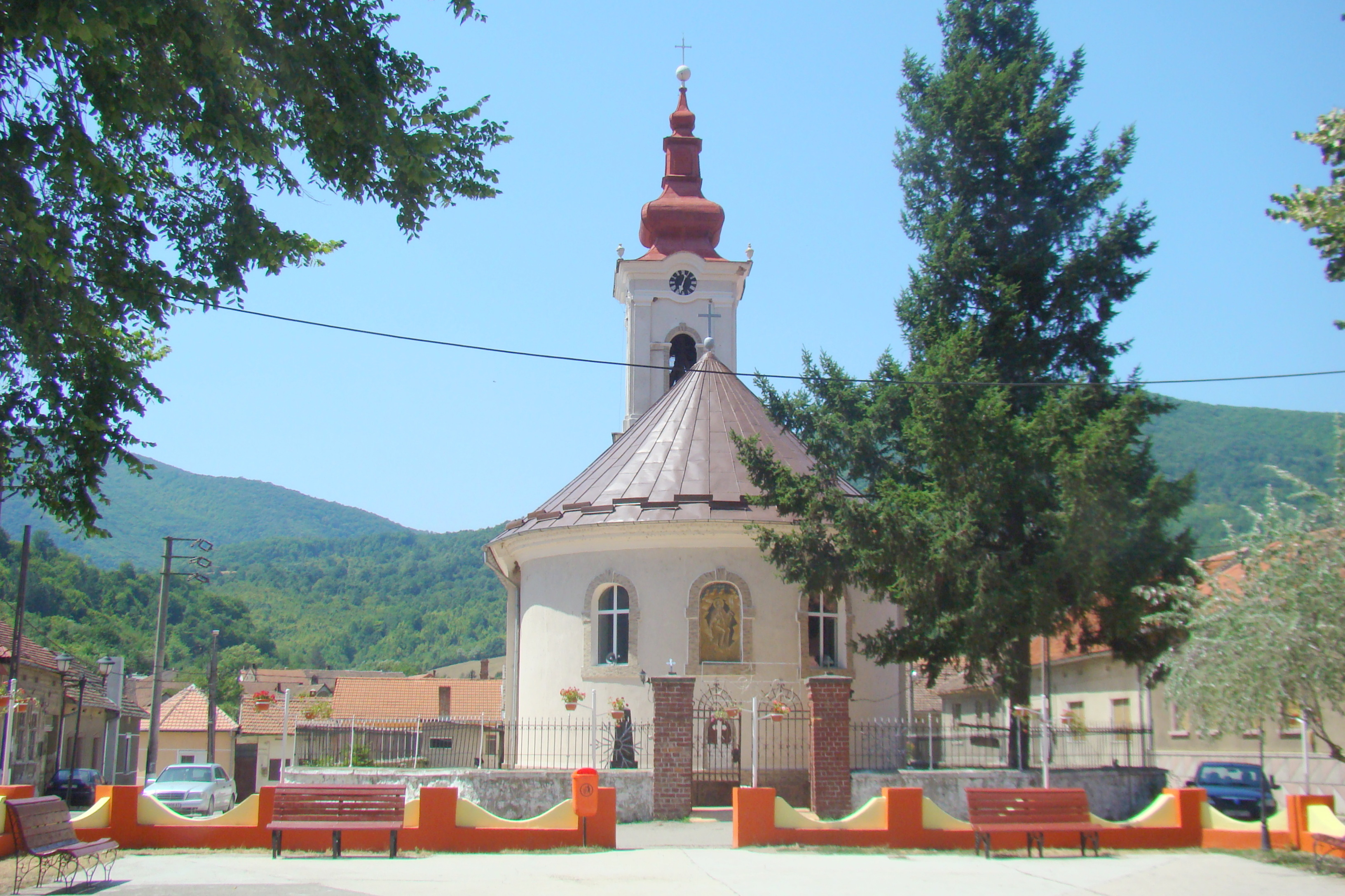
Biserica Sfântul Nicolae și Sfântul Proroc Ilie din Mehadia (august 2015)

Biserica Sfântul Nicolae și Sfântul Proroc Ilie este un monument istoric aflat pe teritoriul satului Mehadia, comuna Mehadia. Lângă altarul bisericii se află piatra de mormânt a cronicarului Nicolae Stoica de Hațeg, monument istoric (cod LMI CS-IV-m-B-11253).

## Localitatea
Mehadia este satul de reședință al comunei cu același nume din județul Caraș-Severin, Banat, România. Prima mențiune documentară este din anul 1278.

## Istoric și trăsături

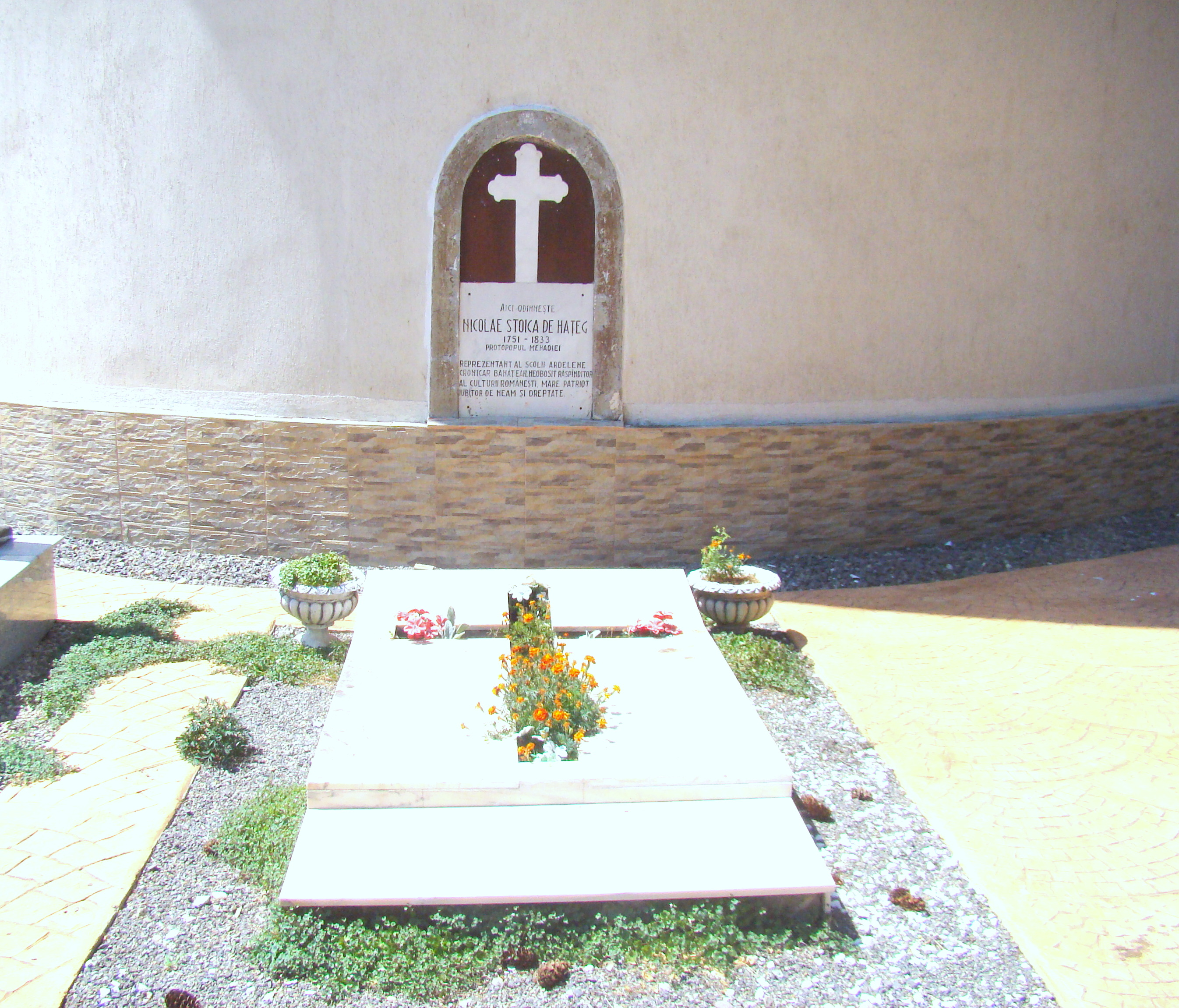
Piatra de mormânt a cronicarului Nicolae Stoica de Hațeg (monument istoric)

Biserica a fost construită în anul 1780, din contribuția tuturor credincioșilor. La 20 iulie 1781 a fost sfințită de episcopul Vichentie Popovici. În 1788 a fost incendiată de turci. În 1794 a fost renovată, iar la 6 mai 1796 a fost sfințită de Iosif Ioanovici Șacabent. În anul 1838, un cutremur puternic de pământ a dărâmat parțial biserica, fiind refăcută în 1843. Lăcașul de cult are dimensiunile 20,80x9,30 m, este construit din piatră și cărămidă; bolta este din lemn, pardoseala din dale de ciment, iconostasul din zid, turnul din cărămidă, decroșat și susținut de patru stâlpi masivi. În 1829 lăcașul a fost pictat de D. Turcu, iar în 1908 de V. Simonescu. Până în anul 1978 interiorul bisericii a suferit trei renovări ale picturii, cea mai importantă fiind cea executată de Elvira Dăscălescu, în anul menționat mai sus.
În exteriorul absidei altarului se află mormântul protopopului Nicolae Stoica de Hațeg, cu inscripția: „Aici odihnește Nicolae Stoica de Hațeg, 1751-1833, protopopul Mehadiei, reprezentant al Școlii Ardelene, cronicar bănățean, neobosit răspânditor al culturii românești. Mare patriot, iubitor de neam și dreptate”.

## Imagini

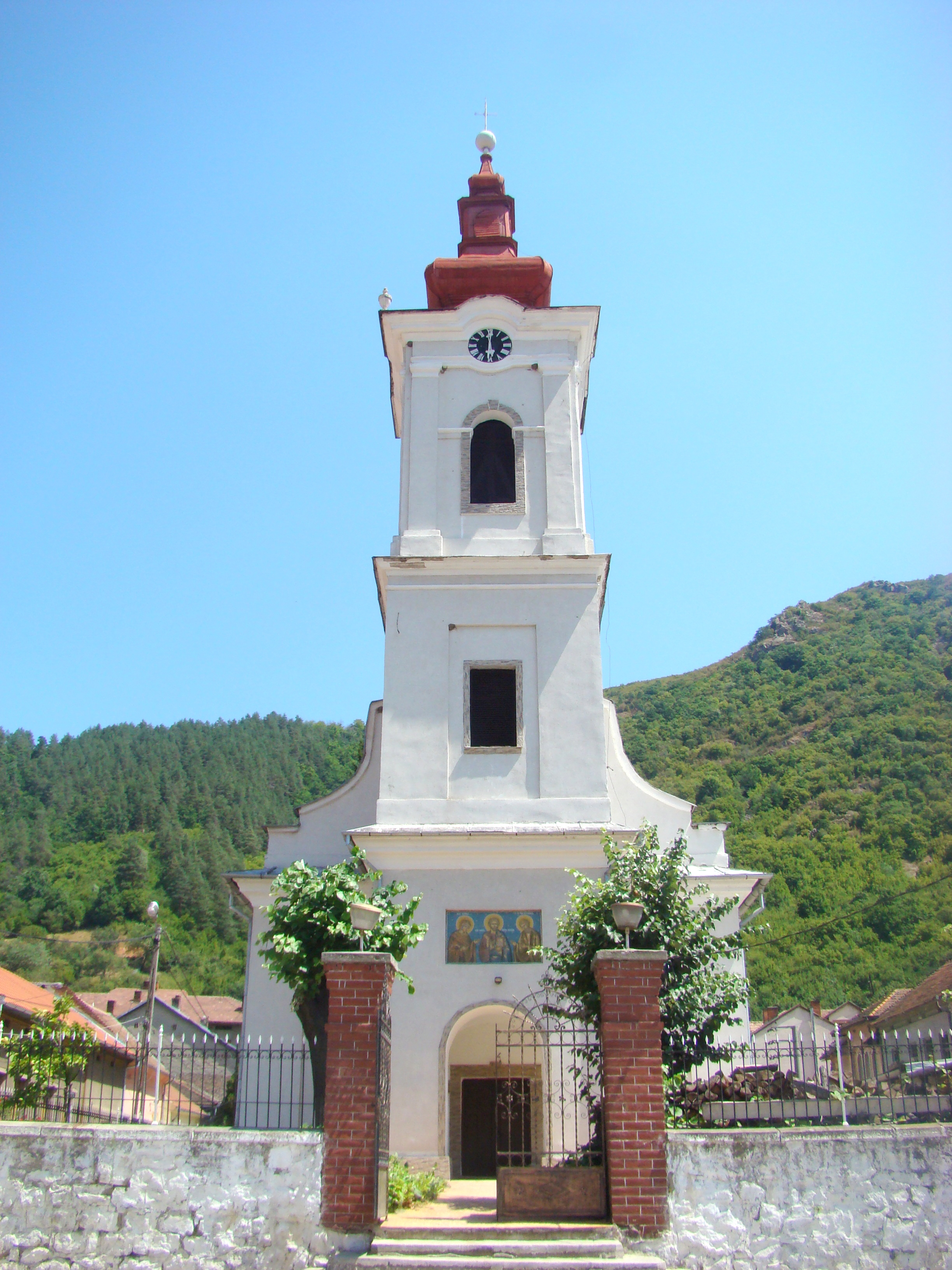
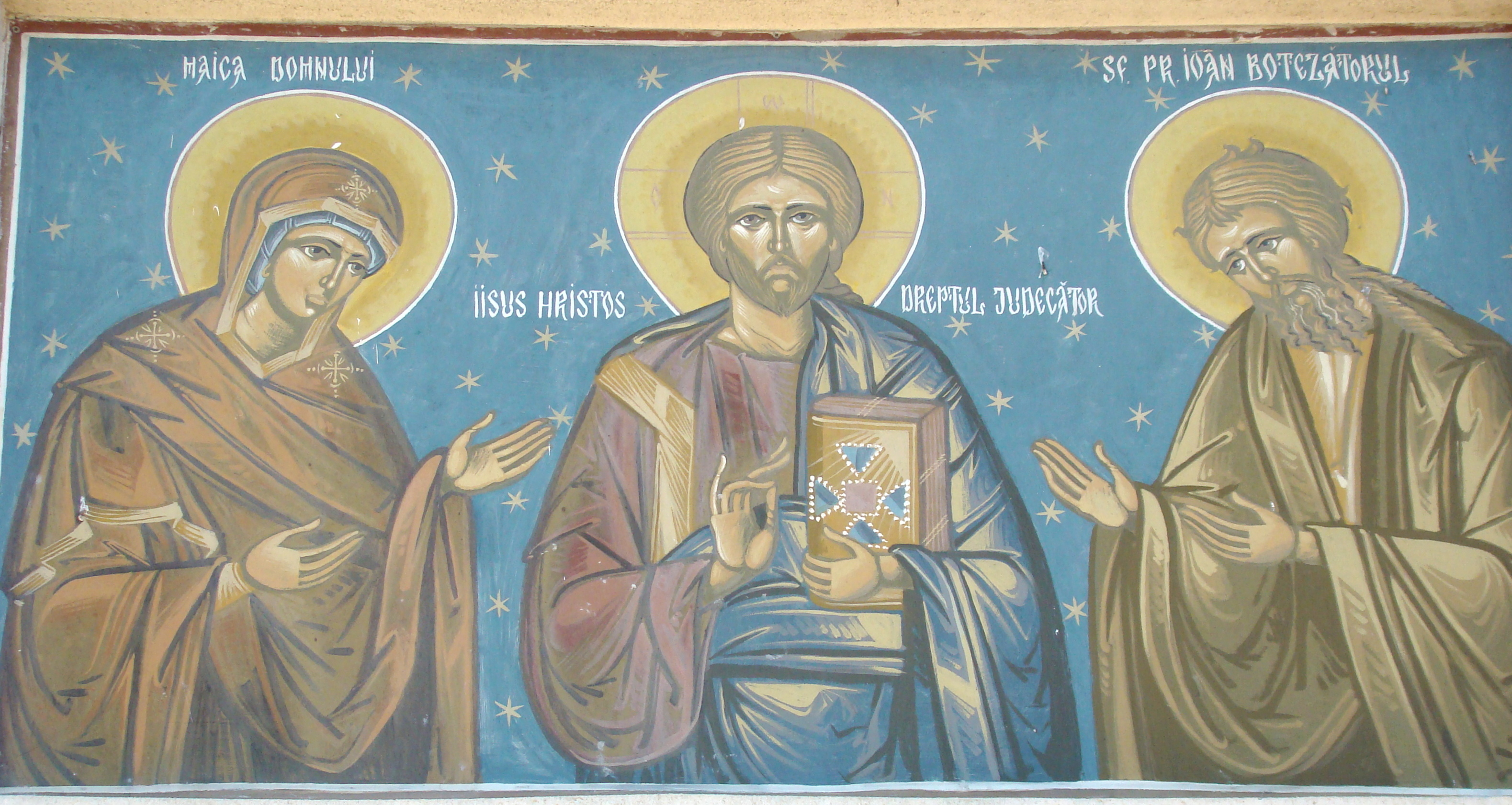
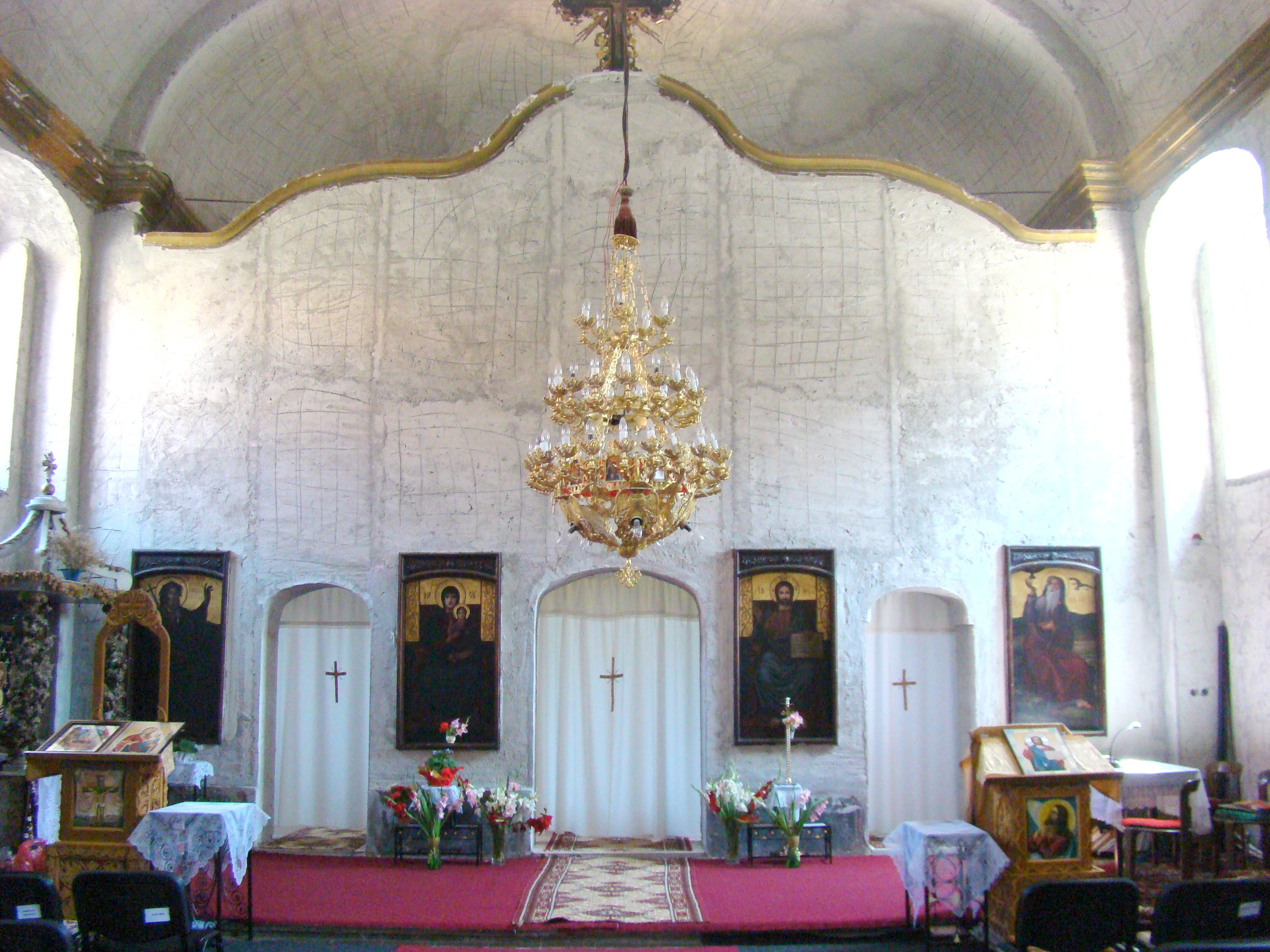
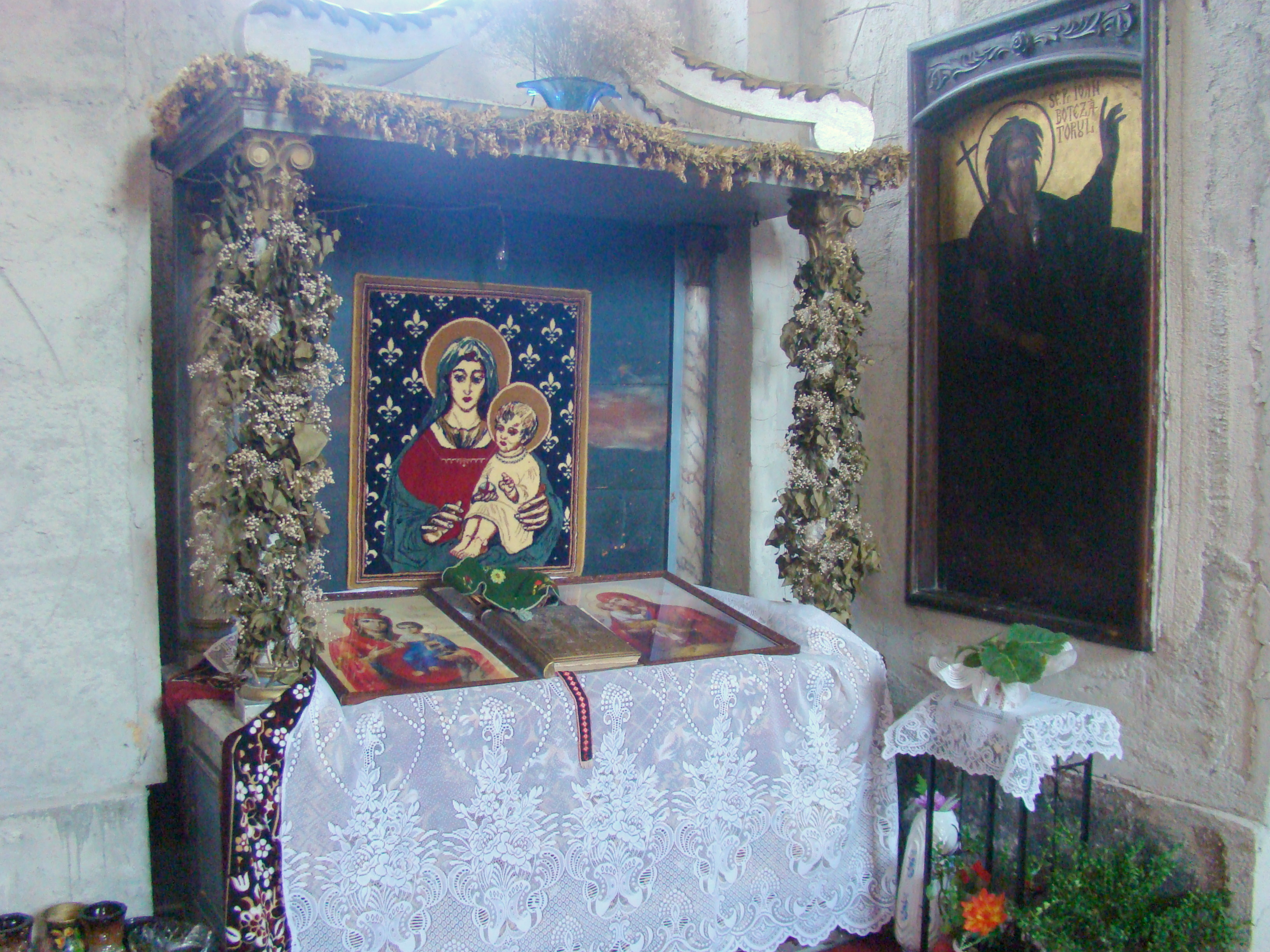
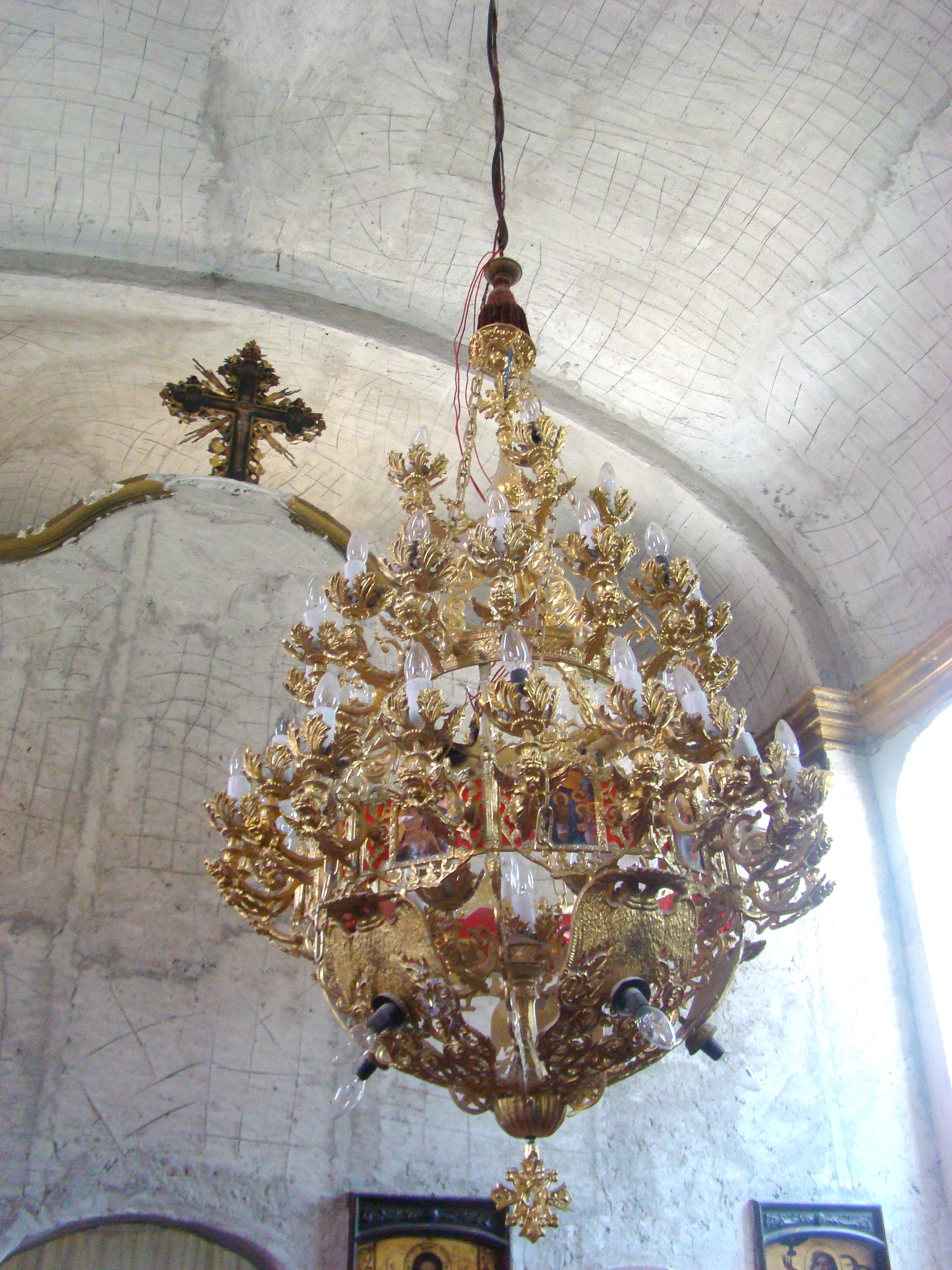
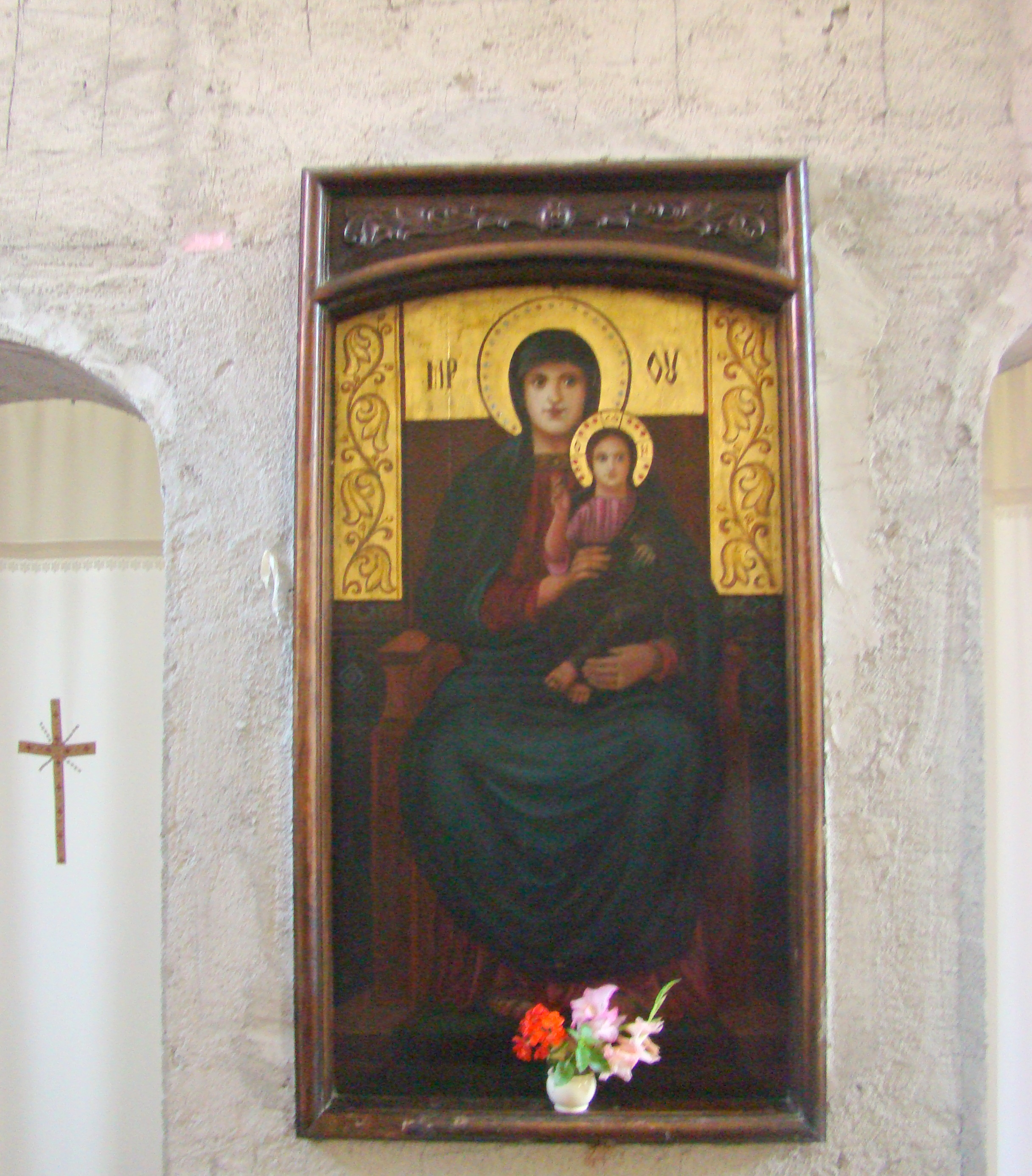
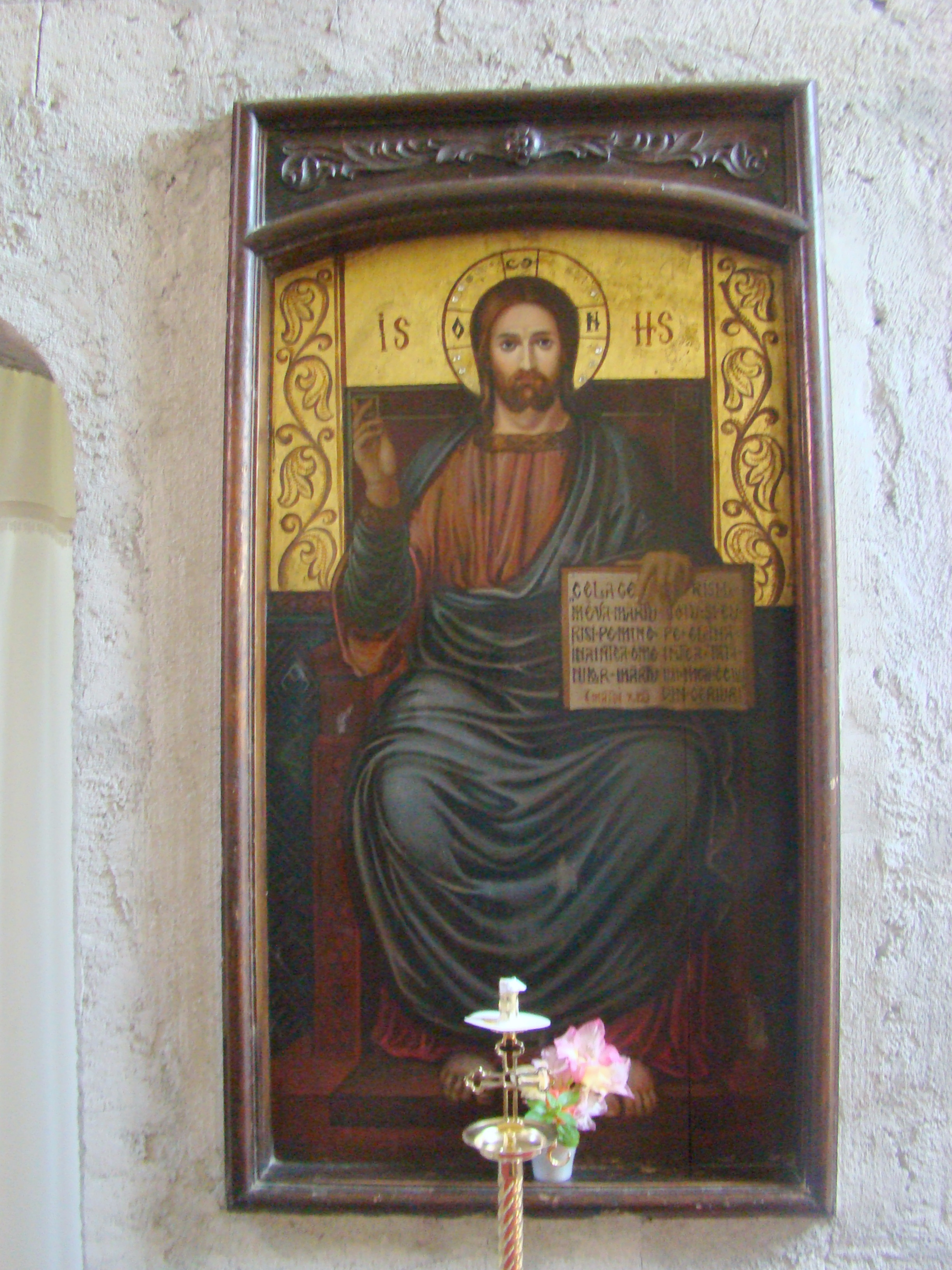
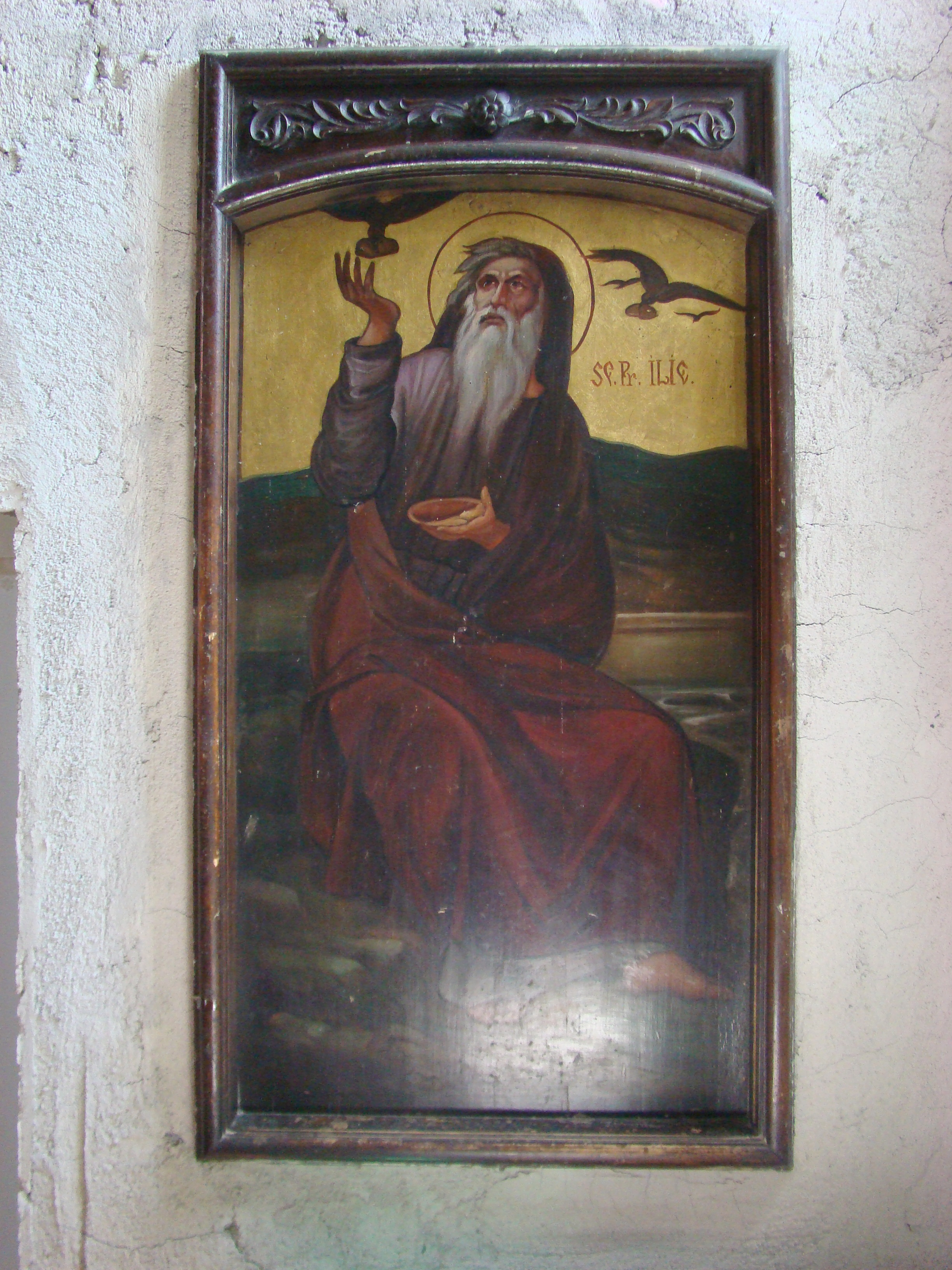
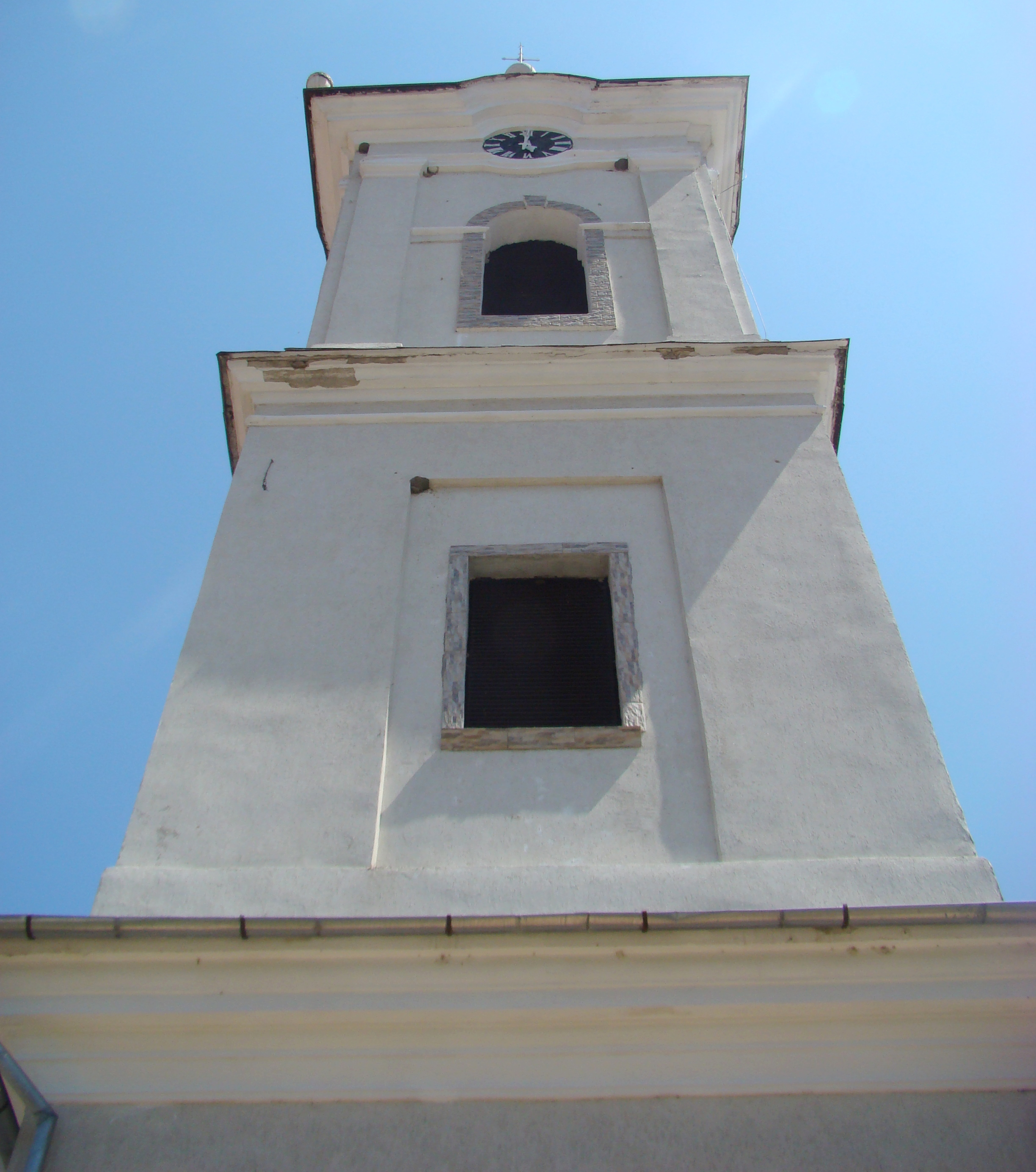
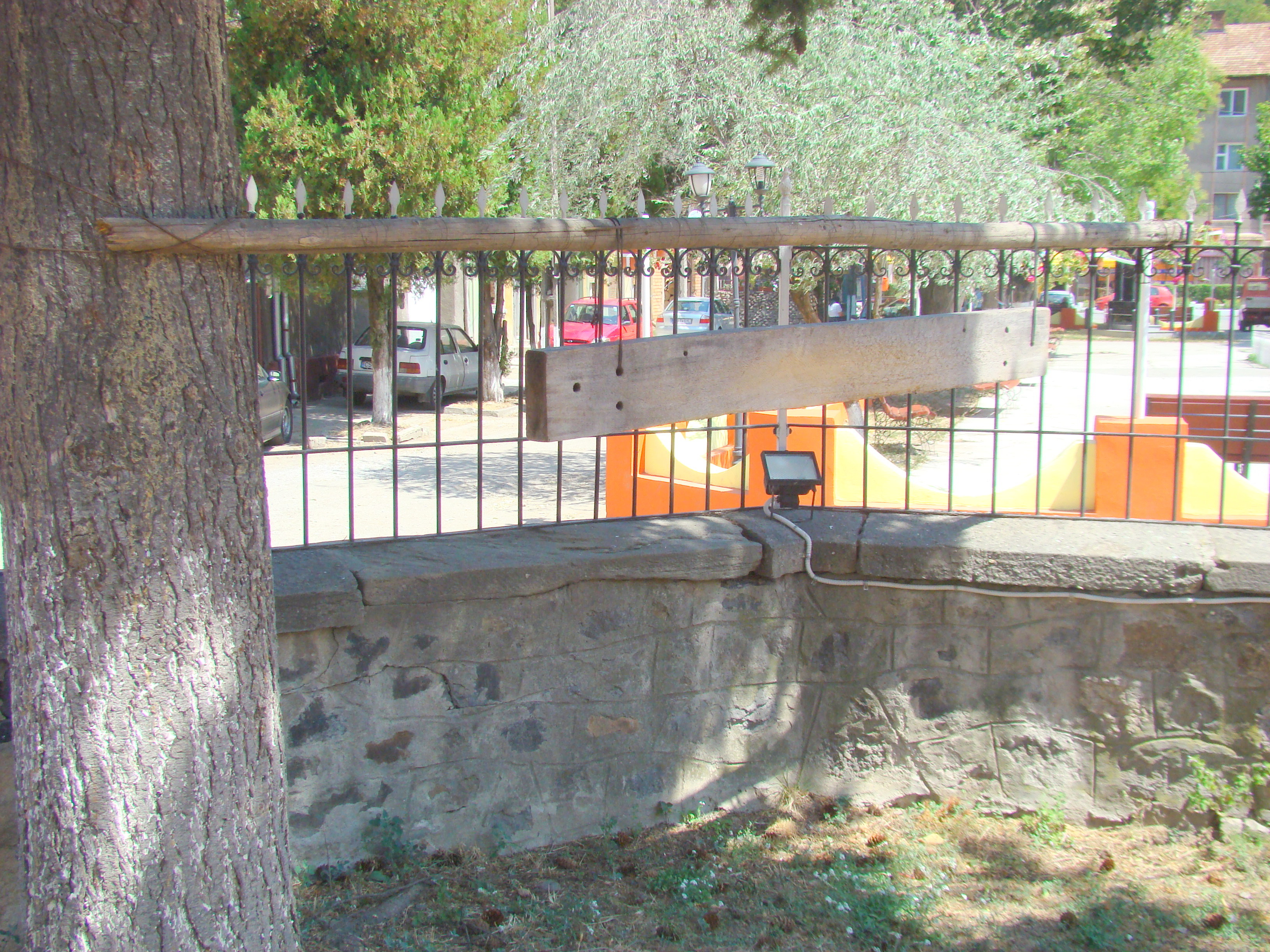
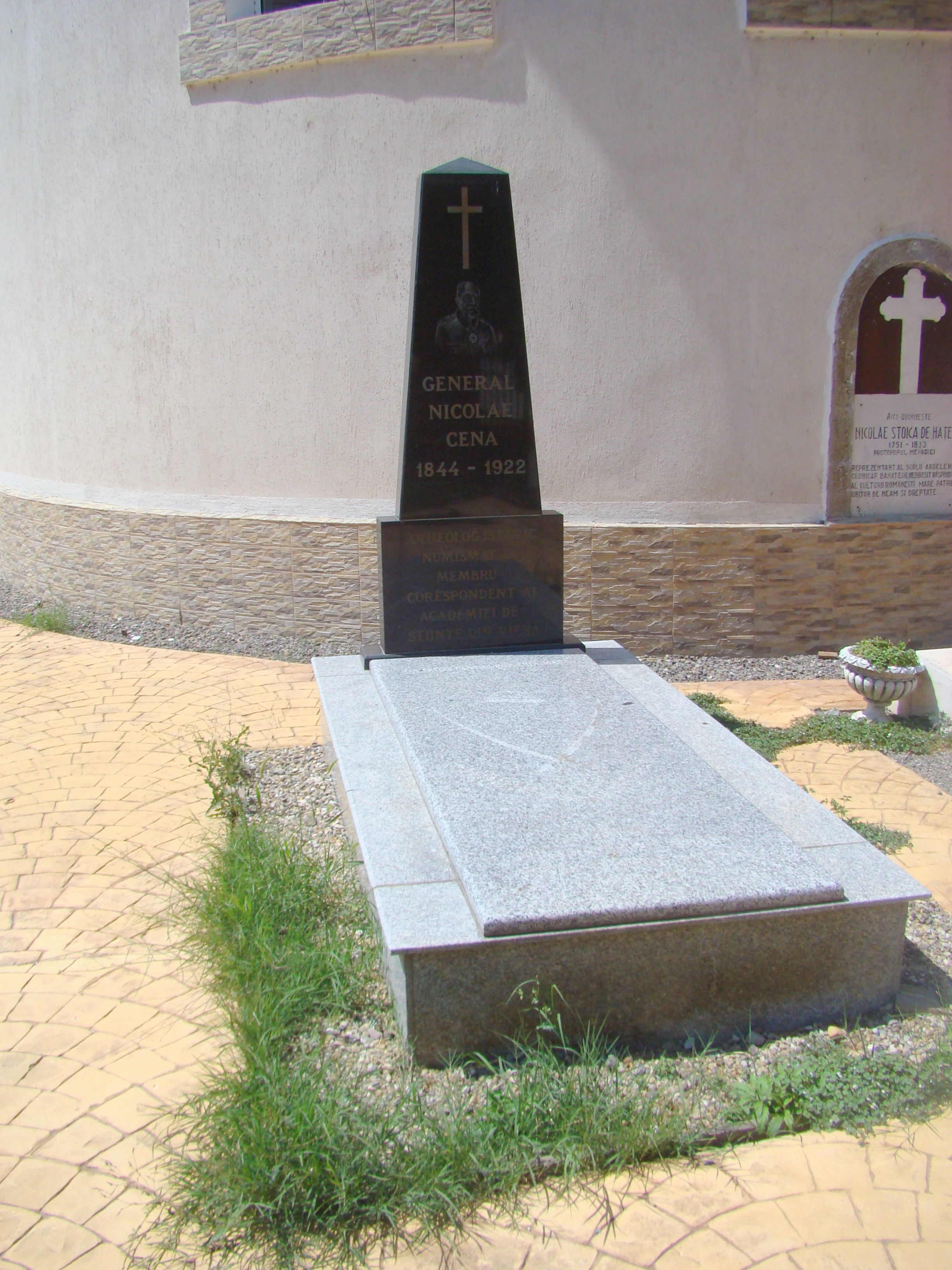
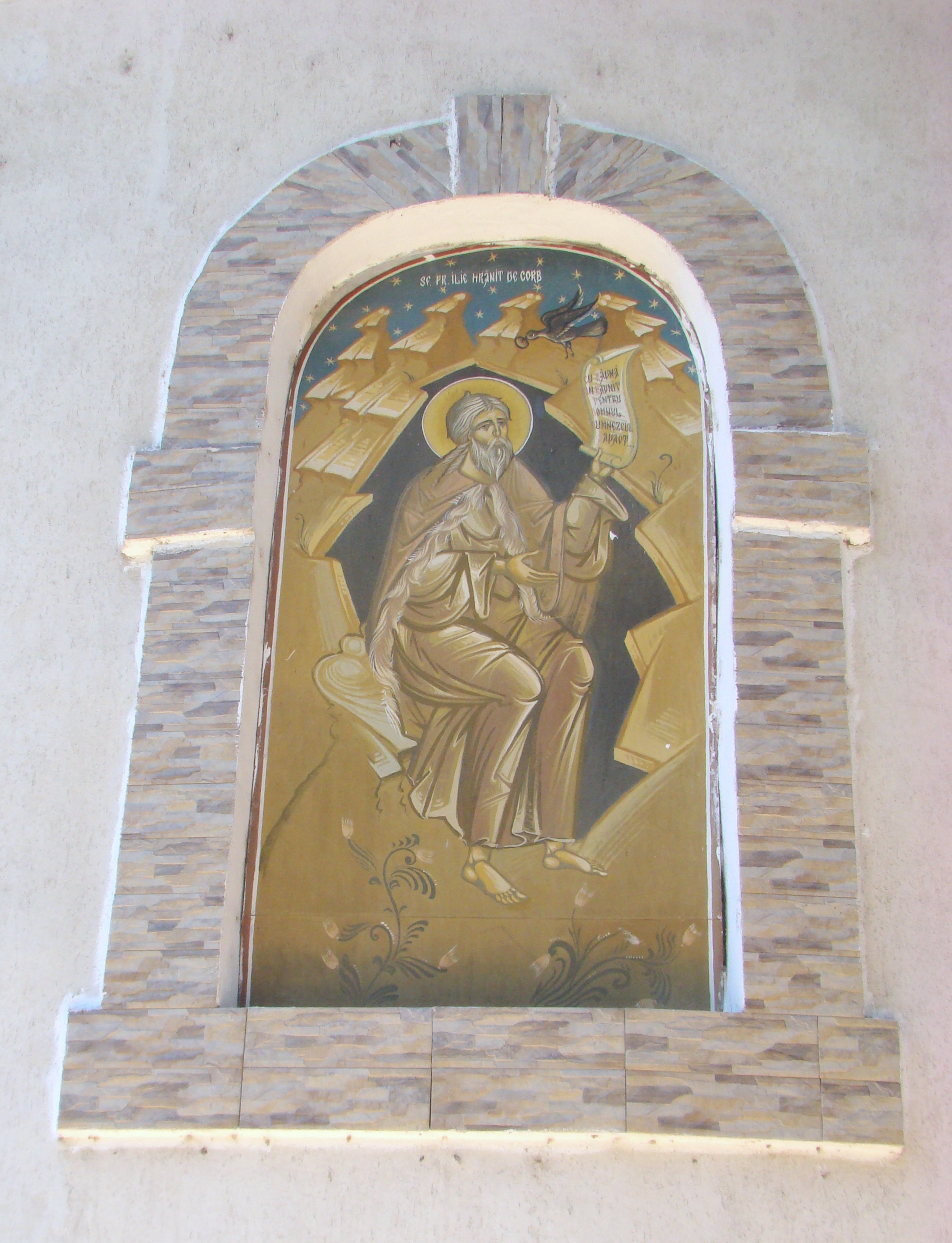
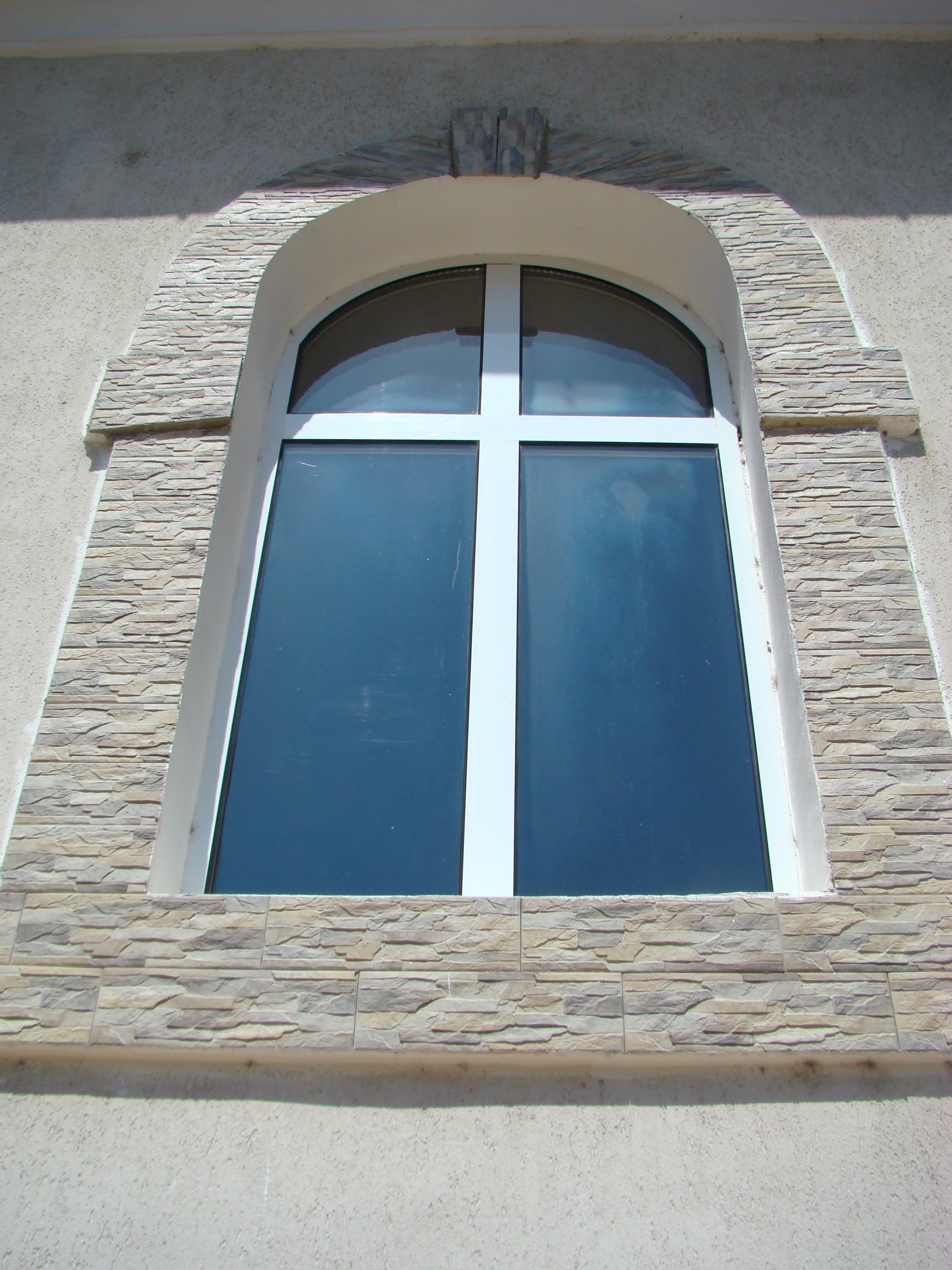
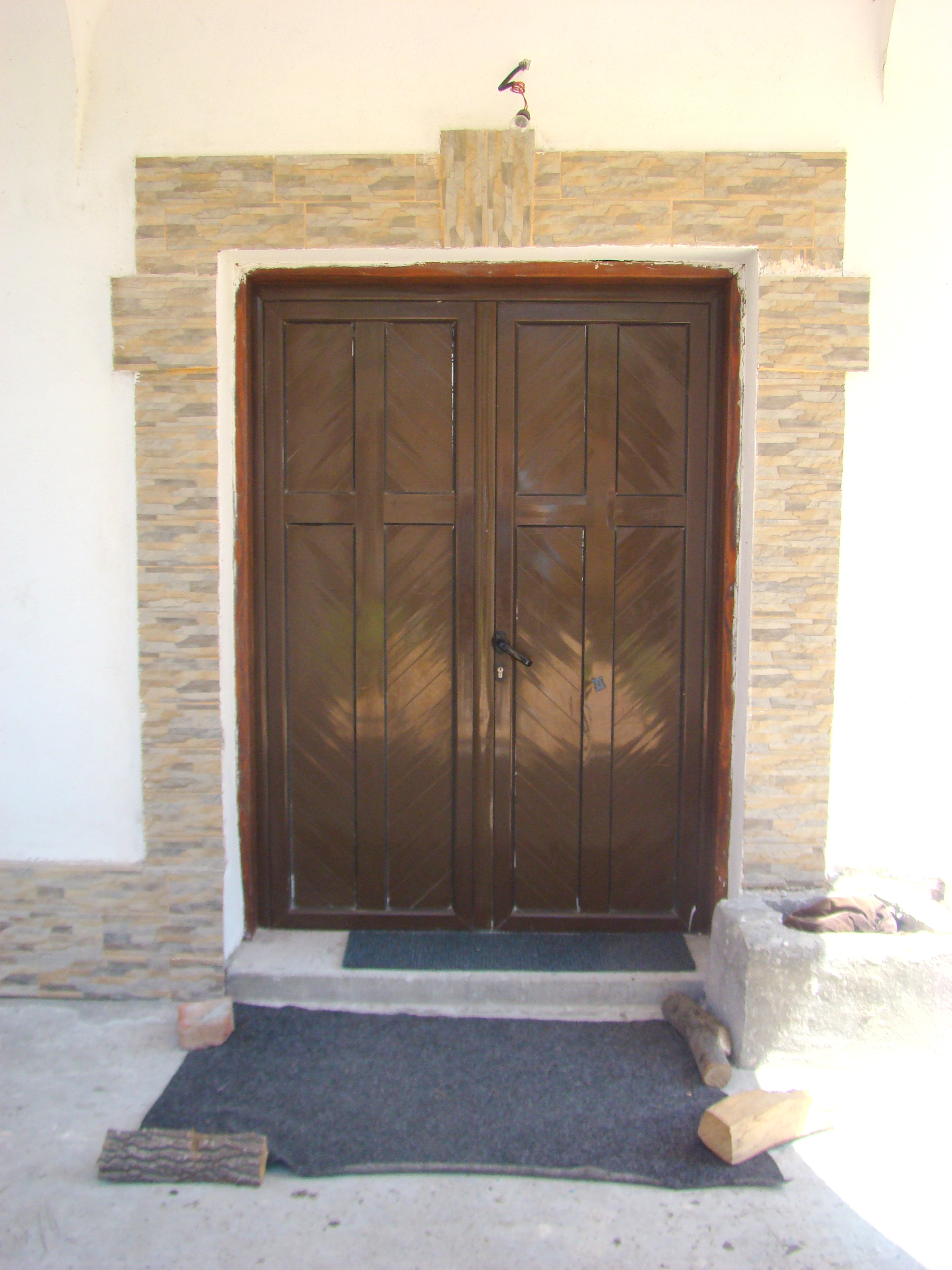
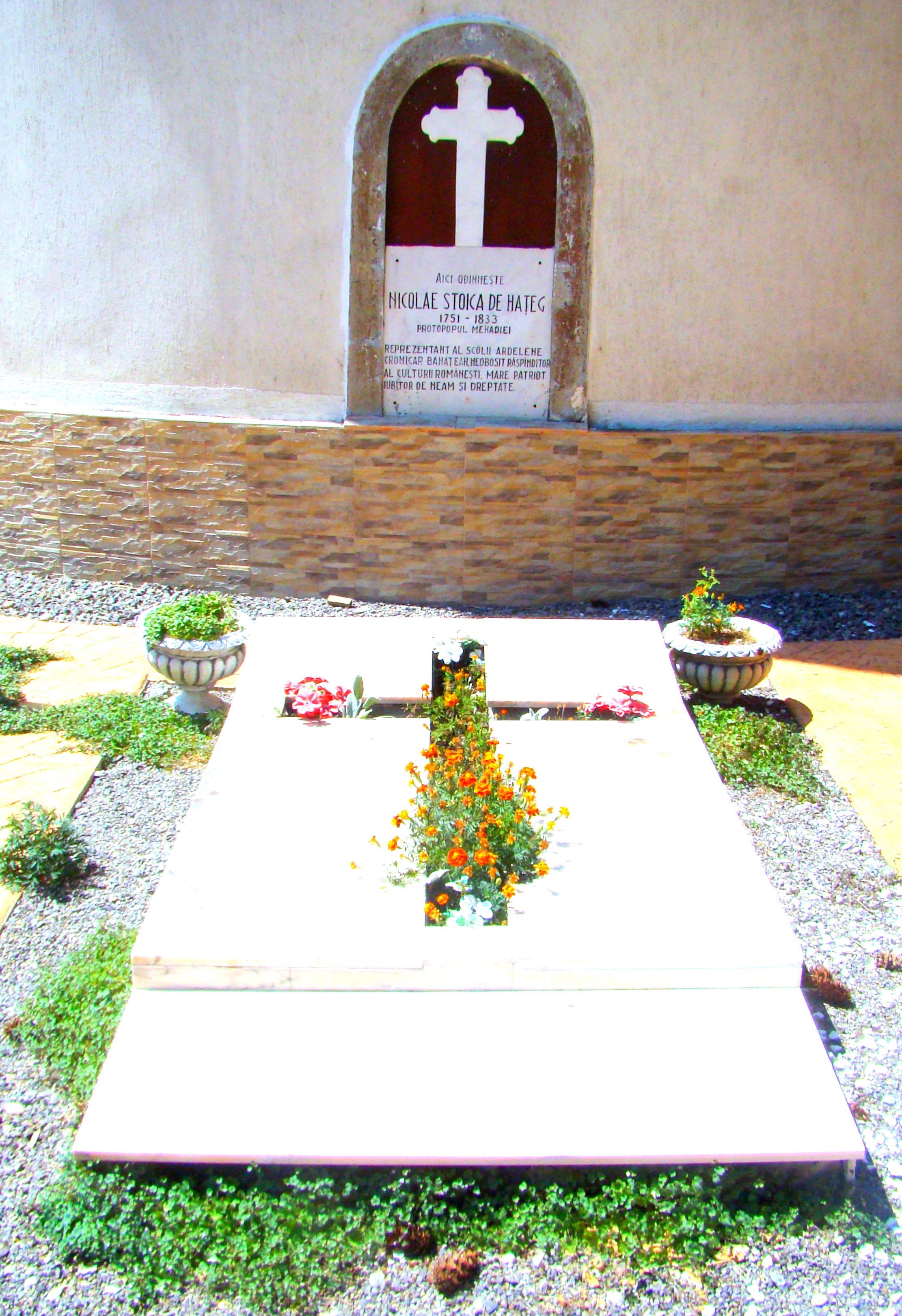
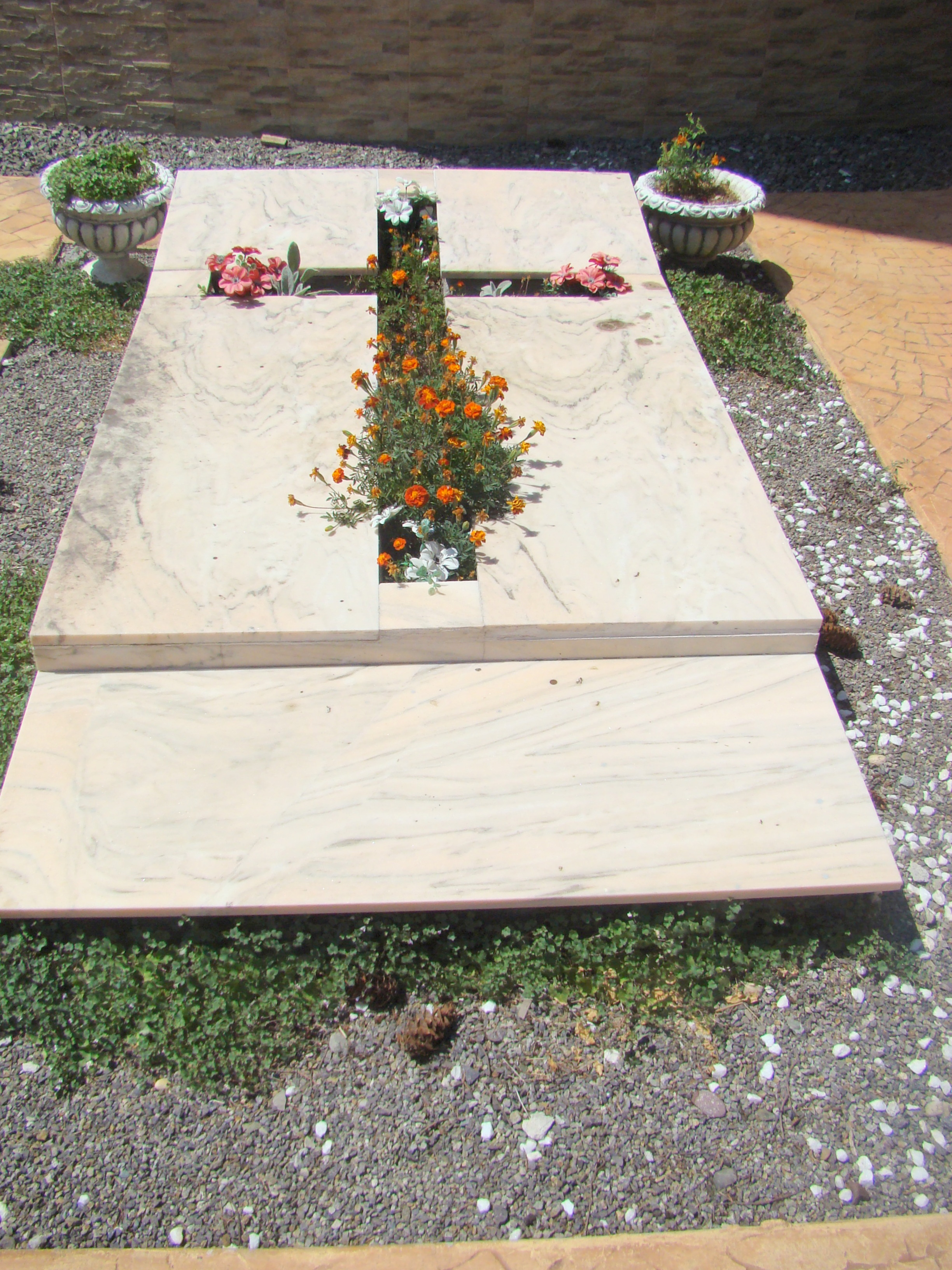
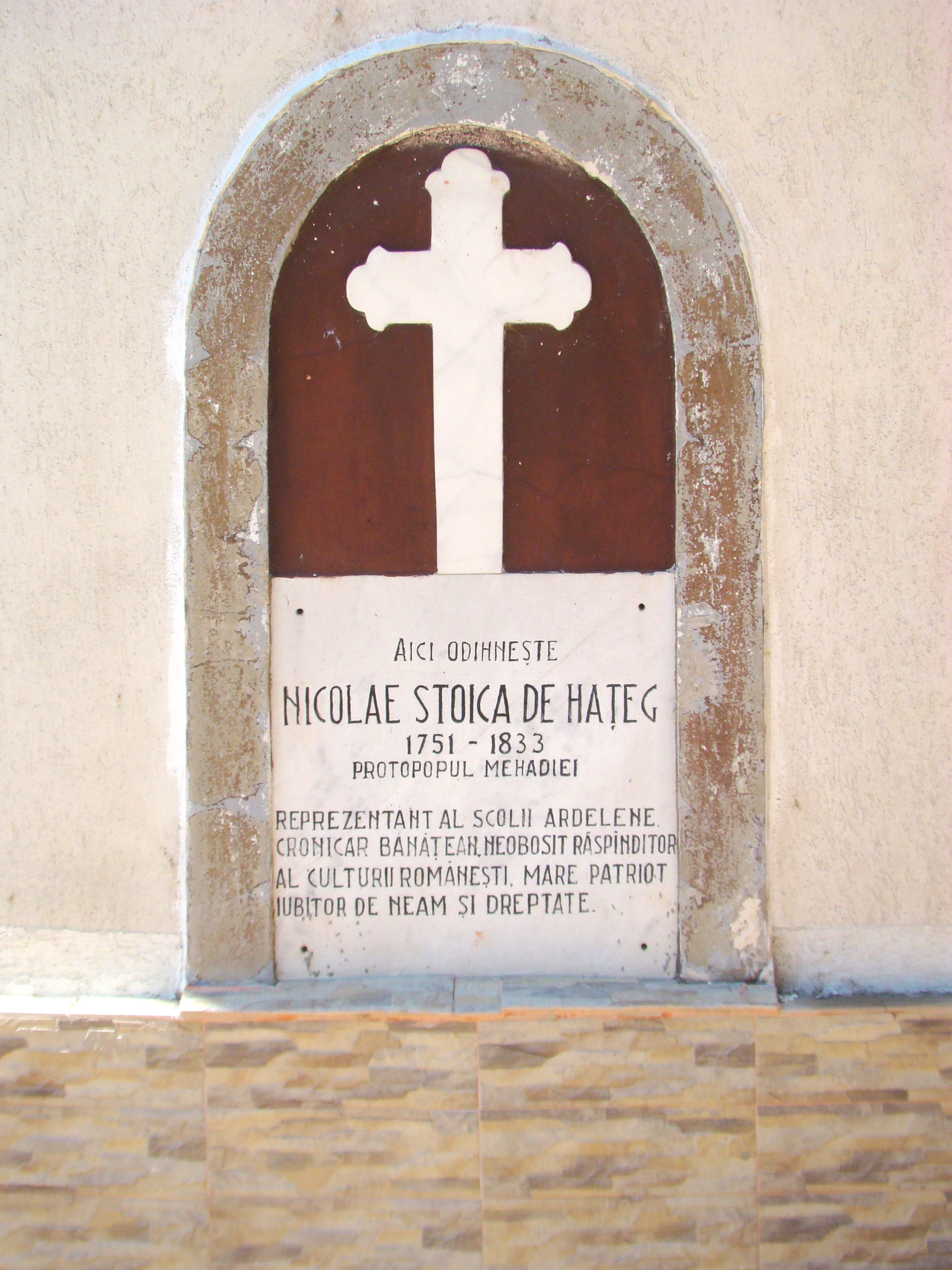
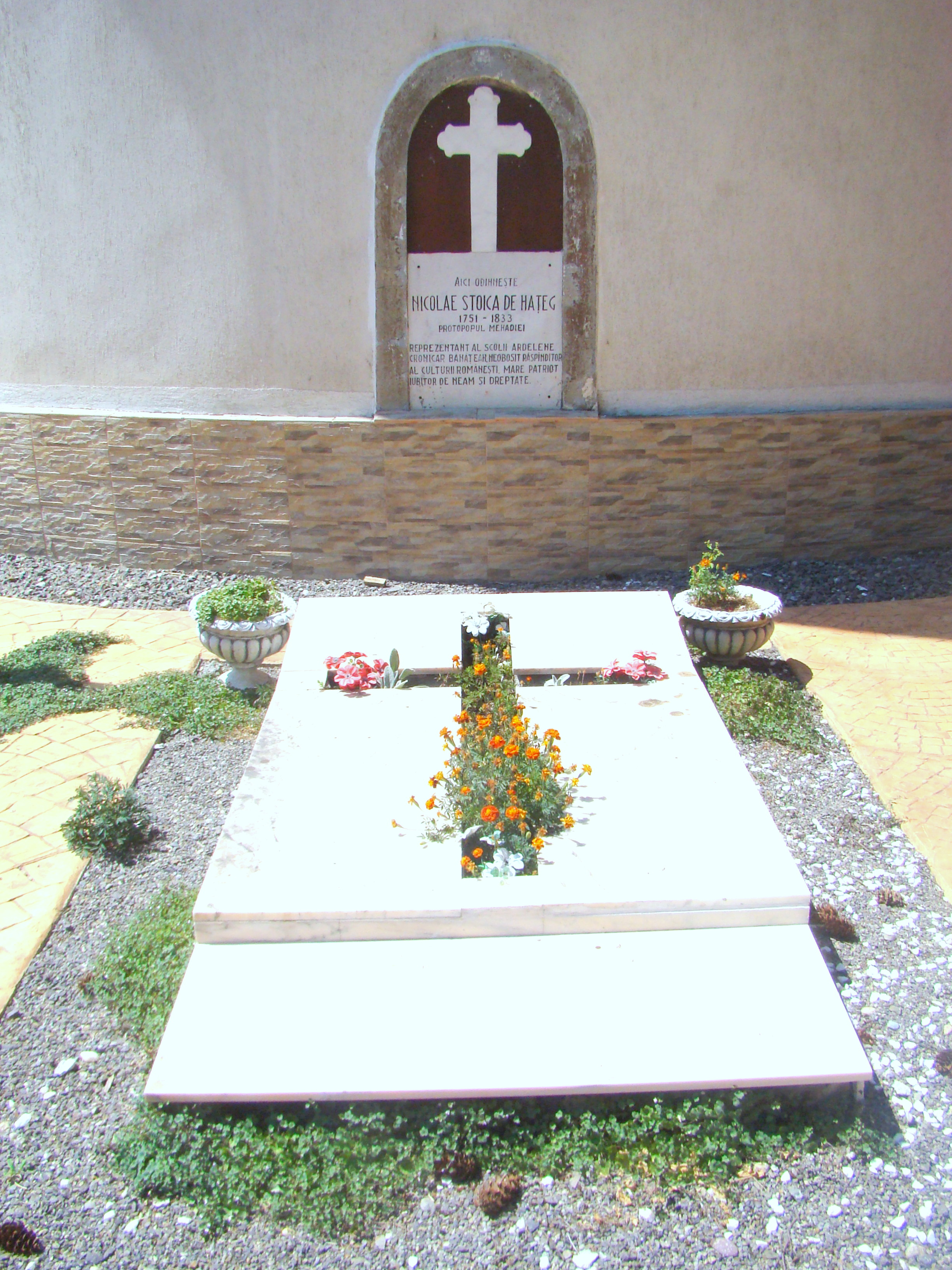
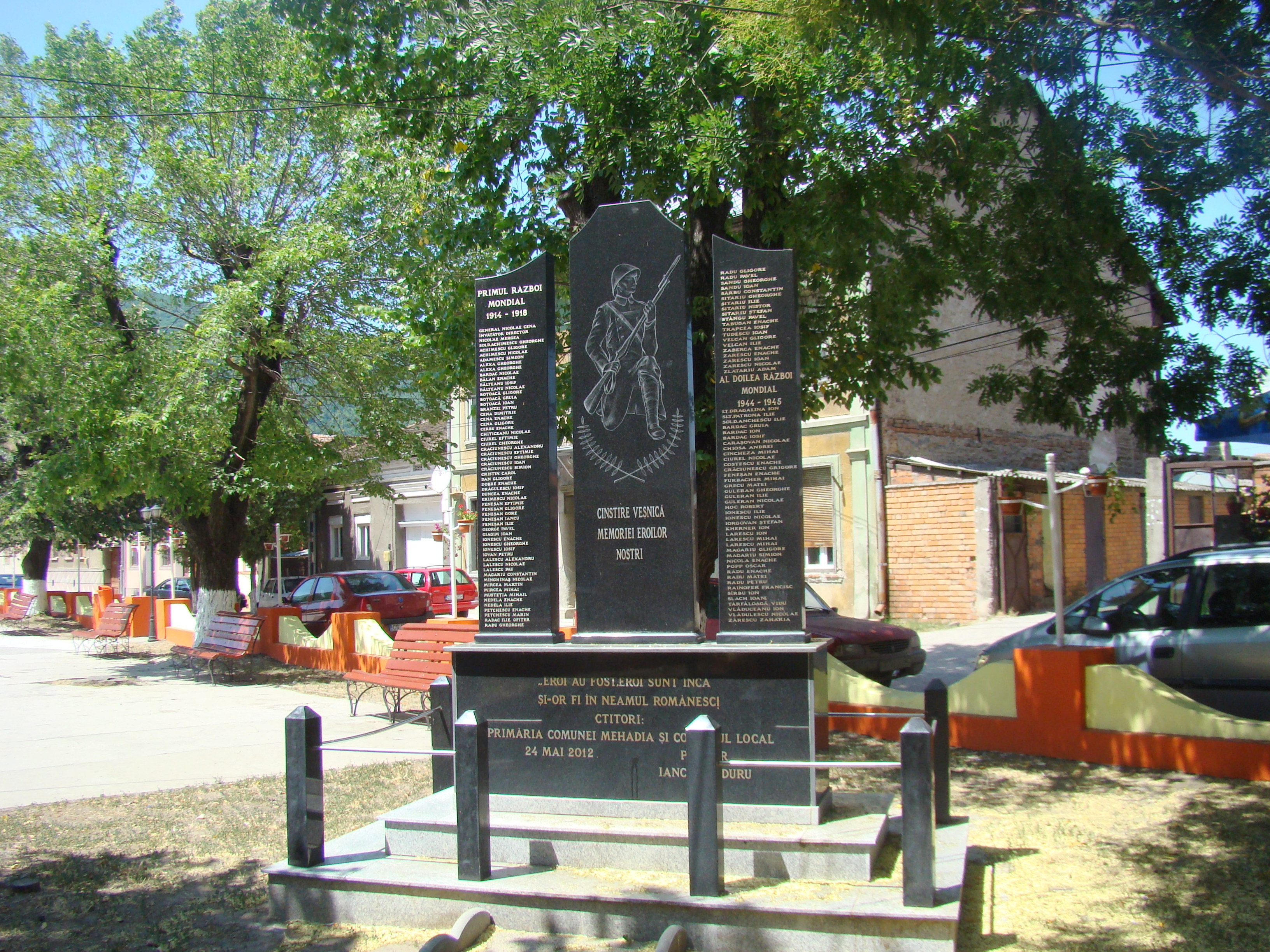
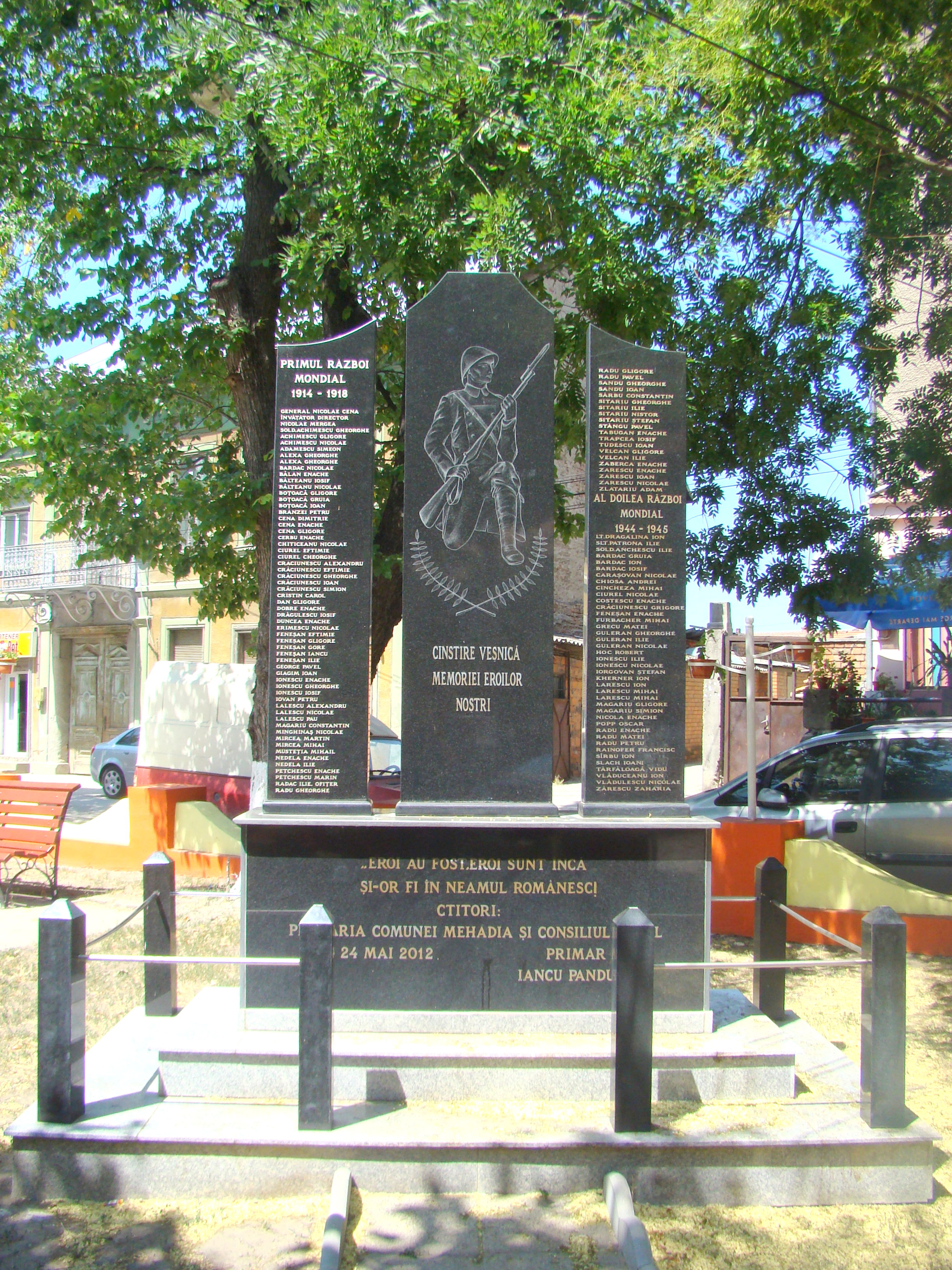
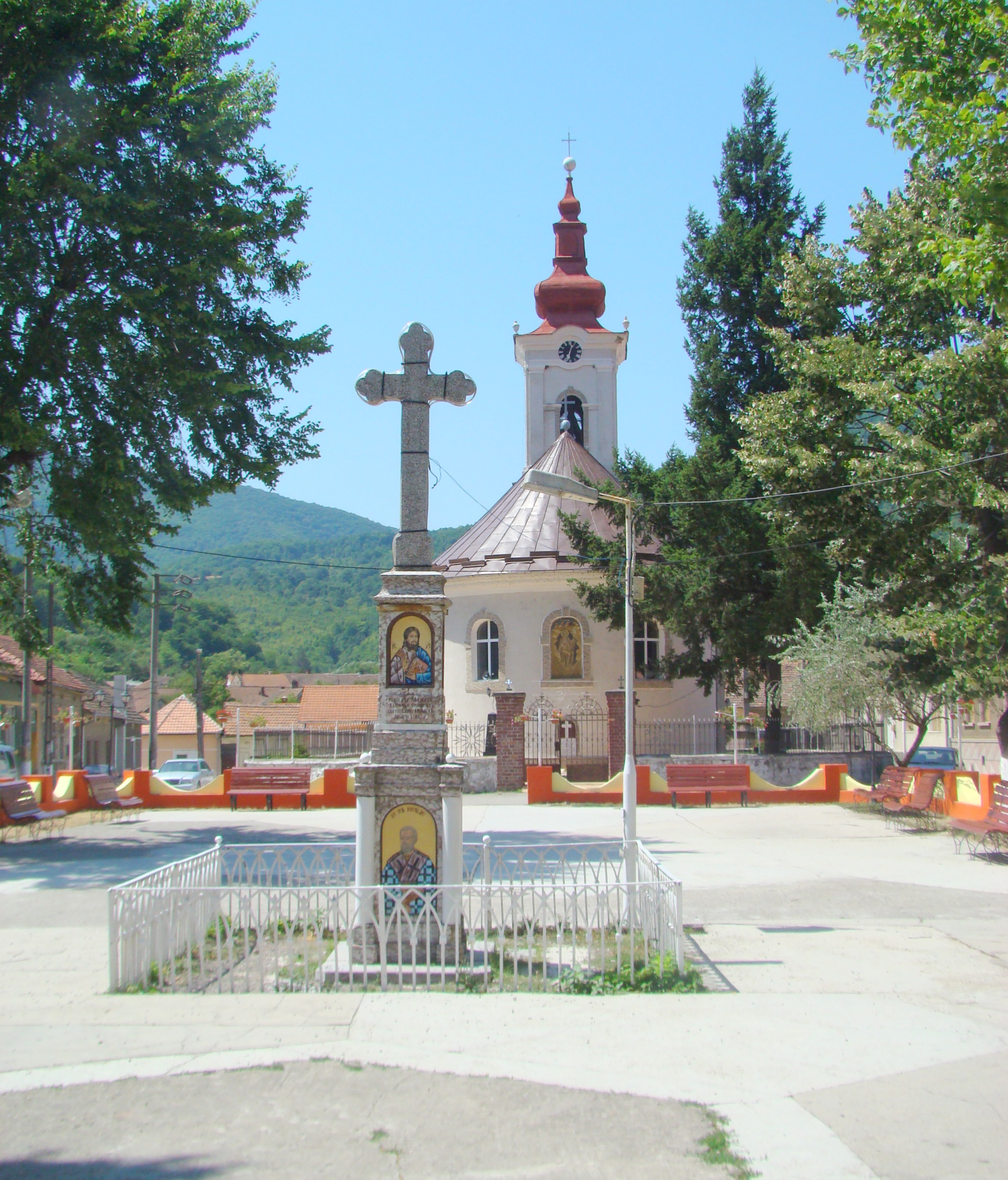